# Mopti
Mopti è un comune urbano del Mali, capoluogo del circondario e della regione omonimi.
Situata alla confluenza del Bani con il Niger, la città è un importante porto fluviale ed ospita numerosi cantieri navali. Venne fondata alla fine del XVIII secolo da un gruppo di pescatori Bozo. Mopti conobbe il suo maggiore sviluppo a partire dal 1919, quando venne istituito il comune ed iniziò a svilupparsi il porto, ed attorno al 1930 divenne il principale porto del paese per la pesca ed il maggior centro di lavorazione ed esportazione di piume di airone, destinate in Europa soprattutto all'utilizzo nella moda, in particolare all'ornamento dei cappelli.

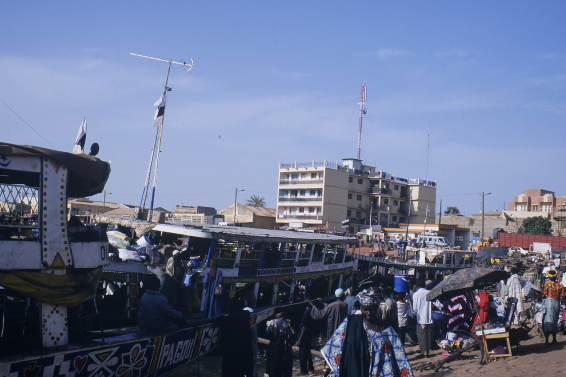
Vista del porto di Mopti